# Upplands runinskrifter 1134
Upplands runinskrifter 1134 är ett vikingatida runstensfragment av granit i Söderby, Morkarla socken och Östhammars kommun. Runstensfragmentet är 0,7 meter högt och 0,35 meter brett.  Ovandelen av runstenen är avslagen. Stenen står i kanten av en övergiven vägbank. Den "Agvid", som låtit resa stenen, omnämns också på U 1133.

## Inskriften
Translitterering av runraden:
ahuiþr · l[et ...--... ...lu · kunu] sina · ok -ku(l) [· sun sen]
Normalisering till runsvenska:
Agviðr let ... ... kunu sina ok -kul, sun sinn.
Översättning till nusvenska:
Agvid lät ... sin hustru och (efter) ... sin son.